# Feng bao
Feng bao (títol original en xinès, 峰爆) és una pel·lícula xinesa del 2021 dirigida per Li Jun (李骏) i escrita per Sha Song. La pel·lícula es va estrenar el setembre de 2021 i és protagonitzada per Yilong Zhu, Zhizhong Huang, Shu Chen, Junyan Jiao, Taishen Cheng, Ge Wang, Siyu Lu i Tao Hong. S'han doblat i subtitulat al català.

## Sinopsi
La construcció d'un túnel està a punt de finalitzar, però una sèrie de desastres geològics causats pel canvi climàtic causen terratrèmols, despreniments i allaus de terra. La regió està amenaçada, però un pare i un fill intentaran, a la desesperada, salvar un petit poble.